# C.J. Oldham
Calvin Eugene „C.J.“ Oldham Junior (* 16. Februar 1991 in Berlin) ist ein US-amerikanischer Basketballspieler.

## Werdegang
Der Sohn des langjährigen Bundesligaspielers und späteren -trainers Calvin Oldham wuchs zum Teil in Deutschland auf, wo sein Vater tätig war. C.J. Oldham spielte in den Altersstufen U10 und U12 in der Nachwuchsabteilung von Bayer Leverkusen. Später lebte er als Heranwachsender in Solon im US-Bundesstaat Ohio und spielte Basketball an der örtlichen Solon High School.
Während seines Maschinenbaustudiums spielte er von 2009 bis 2012 im Bundesstaat Ohio für die Hochschulmannschaft der University of Akron und von 2012 bis 2014 in Pennsylvania an der Gannon University.
In der Saison 2014/15 gehörte Oldham in Deutschland zur Mannschaft der BSG Bremerhaven (2. Regionalliga). Nach einer Pause stand er im Spieljahr 2016/17 beim BK Kongsberg in Norwegen unter Vertrag. Für den Verein erzielte Oldham im Durchschnitt 9,9 Punkte sowie 9,6 Rebounds je Begegnung.
2017 kehrte er nach Leverkusen zurück. Da er bereits als Jugendlicher in Deutschland gespielt hatte, fiel er in der 2. Bundesliga nicht unter die Ausländerbeschränkung. Es folgten weitere Stationen in Deutschland, am längsten blieb Oldham bei den Scanplus Baskets Elchingen in der 2. Bundesliga ProB. Nach einer Saison in Koblenz wurde der für seine Stärken in der Verteidigungsarbeit bekannte Flügelspieler im Dezember 2021 von den EN Baskets Schwelm verpflichtet.
Im Sommer 2023 kehrte Oldham erneut nach Leverkusen zurück. 2024/25 wurde er mit der Mannschaft Meister der 2. Bundesliga ProB. Im Juli 2025 verlängerte er seinen Vertrag bei den Leverkusenern um eine weitere Spielzeit. Nach insgesamt 195 Begegnungen in der ProB spielt er erstmalig in seiner Laufbahn in der ProA.

## Statistiken
| Mannschaft und Saison          | Saison  | Spiele | Punkte | Rebounds | Assists | Steals | Spielminuten | Effektivität |
| ------------------------------ | ------- | ------ | ------ | -------- | ------- | ------ | ------------ | ------------ |
| University of Akron (NCAA l)   | 2010/11 | 5      | 0,0    | 0,6      | 0,4     | 0,3    | 04:40 Min.   |              |
| University of Akron (NCAA l)   | 2011/12 | 9      | 1,2    | 0,4      | 0,2     | 0,0    | 03:20 Min.   |              |
| Gannon University (NCAA ll)    | 2012/13 | 28     | 3,7    | 4,0      | 1,3     | 0,4    | 21:20 Min.   |              |
| Gannon University (NCAA ll)    | 2013/14 | 30     | 5,9    | 4,4      | 2,4     | 0,7    | 32:00 Min.   |              |
| BSG Bremerhaven (2. RL)        | 2014/15 | 7      | 14,6   |          |         |        |              |              |
| BK Kongsberg (NOR)             | 2016/17 | 31     | 9,9    | 9,6      | 2,3     | 1,6    | 30:40 Min.   |              |
| Bayer Giants Leverkusen (ProB) | 2017/18 | 25     | 7,3    | 4,8      | 2,4     | 0,8    | 23:44 Min.   | 10,5         |
| SV Oberelchingen (ProB)        | 2018/19 | 24     | 6,1    | 3,6      | 1,2     | 0,8    | 24:57 Min.   | 8,3          |
| Oberelchingen (ProB)           | 2019/20 | 22     | 5,8    | 3,5      | 1,4     | 0,7    | 20:22 Min.   | 8,5          |
| SG Lützel-Post Koblenz (ProB)  | 2020/21 | 18     | 7,3    | 4,8      | 1,9     | 1,0    | 26:04 Min.   | 11,0         |
| EN Baskets Schwelm (ProB)      | 2021/22 | 15     | 10,1   | 7,7      | 1,9     | 1,7    | 30:48 Min.   | 15,1         |
| Schwelm (ProB)                 | 2022/23 | 27     | 14,1   | 7,8      | 3,9     | 1,9    | 34:06 Min.   | 19,2         |
| Leverkusen (ProB)              | 2023/24 | 30     | 6,4    | 4,2      | 1,7     | 0,8    | 21:59 Min.   | 9,5          |
| Leverkusen (ProB)              | 2024/25 | 34     | 5,0    | 3,4      | 1,1     | 0,8    | 21:07 Min.   | 7,2          |